# Gallipolis, Ohio
Gallipolis là một làng thuộc quận Gallia, tiểu bang Ohio, Hoa Kỳ. Năm 2010, dân số của làng này là 3641 người.

## Dân số
- Dân số năm 2000: 4180 người.
- Dân số năm 2010: 3641 người.